# Nsango malamu
Nsango malamu (v jazyce lingala „dobrá zpráva“, evangelium) je česko-africká vokální skupina založená v Praze, hrající africkou duchovní hudbu i tradiční folklorní písně z Konga[nepřesný odkaz] a Angoly. Tvoří ji členové z těchto zemí a z Česka. 
Písně skupiny jsou v jazycích lingala, v konžštině a ve svahilštině.
Členové skupiny hlavně zpívají, v některých písních se doprovázejí na djembe a perkuse. Na koncertech je složení skupiny proměnlivé.

## Členové skupiny
- soprán:
  - Jana Matěková (Mostecká)
  - Eva Dohnalová
  - Eliška Henychová
  - Jana Škubalová
  - Simona Fantová
- alt:
  - Kristýna Klinecká (bývalý člen)
  - Marie Janoušková
  - Kamila Šimková
  - Alena Pohořelská (bývalý člen)
  - Šárka Hintenausová
  - Daniela Stolařová (bývalý člen)
- tenor:
  - Jacques Celestin Moliba Bankanza, Kongo
  - Leonardo Teca, Angola
  - Jozef Rendl
- bas:
  - Jiří Weinfurter
  - Patrik Lukáš
  - Florindo Macaxi
  - Pedro Macaxi (bývalý člen)
  - Jakub Rychnovský (bývalý člen)

A další členové.

## Diskografie
- Embenga yemba, 2009